# Viù
Viù (en français Vieu) est une commune italienne d'environ 1 200 habitants, située dans la ville métropolitaine de Turin, dans la région Piémont, dans le nord-ouest de l'Italie.

## Économie
L'économie du village est surtout agricole et liée au tourisme.

## Administration
| Période                                  | Période  | Identité       | Étiquette | Qualité |
| ---------------------------------------- | -------- | -------------- | --------- | ------- |
| 14 juin 2004                             | En cours | Carlo Gabriele | civica    |         |
| Les données manquantes sont à compléter. |          |                |           |         |

### Hameaux
Polpresa, Mondrezza, Corgnolero, Fucine, Fubina, Trichera, Bertesseno, Niquidetto, Tornetti, Toglie, Maddalene, Salvagnengo, Aires, Tuberghengo, Molar, Chiaberge, Col San Giovanni, Col del Lys, Venera, Vernai, Balma, Pessinea, Corgnolero, Guicciardera, Trichera, Versino, Cramoletti, Brendo

### Communes limitrophes
Mezzenile, Traves (Italie), Germagnano, Lemie, Vallo Torinese, Varisella, Condove, Val della Torre, Rubiana